# Gösta Lewin
Gustaf Petrus Levin, känd som Gösta Lewin, född 30 december 1920 i Arboga stadsförsamling i Västmanlands län, död 14 maj 2016 i Össeby församling i Stockholms län, var en svensk regissör, sångtextförfattare, produktionsledare, konstnär och filmklippare.
Gösta Lewin var son till plåtslagaren Henning Lewin och Elin Johansson. Han genomgick Otte Skölds målarskola 1948–1949 och hade konstutställningar 1946–1950.
Lewin blev regissör vid Svensk Filmindustri 1952, gick över till AB Star-Film 1955 och frilansade 1958–1960. Han blev direktör och ägare av ABC-film-Contactfilm AB 1959. Han regisserade filmer och var på 1960-talet uppe i cirka 200 kortfilmer och två långfilmer. Han gjorde radioprogram och kabaréprogram samt skrev filmmanus och sångtexter.
Första gången gifte han sig 1943 med Rachel Nyström (1924–2010) och fick barnen Evamari (född 1950) och Ulf (född 1952). Andra gången gifte han sig 1964 med Monica Berglind (född 1946), dotter till ingenjören Frendy Berglind och Marianne Geize, och fick sonen Michael (född 1962). Sista gången gifte han sig 1973 med Soili Heiskonen (född 1942).

## Regi i urval
- 1957 – 91:an Karlsson slår knock out
- 1959 – Resa i toner